# ベストパフォーマンス・ハタ
ベストパフォーマンス・ハタ（ベストパフォーマンスハタ、1996年11月15日 - ）は、日本のお笑い芸人。お笑いコンビ・ブラックメンソールのメンバー。相方は桐生ザベスト。立ち位置は向かって左。吉本興業所属。日本将棋連盟吉本興業支部相談役。本名は秦 和志（はた かずゆき）。

## 略歴
愛知県出身。高校卒業後警察学校に入校。卒業後は品川警察署に配属され、交番勤務ののち爆発物対応専門部隊に異動する。退職し、2020年に26期生としてNSC東京校入学。NSC東京校卒業後はピン芸人として活動する。
2021年7月24日、NSC東京校同期の芸人ふくしーとお笑いコンビ「ボンバーカー」を結成。同年11月1日にコンビ名を銀座リーチマンに改める。
2022年7月から吉本興業所属の芸人をメンバーとしたYouTubeチャンネルよしもと将棋芸人 と金チャンネルに出演。同年9月に銀座リーチマンは解散。2024年6月27日、と金チャンネルのメンバー桐生ザベストとお笑いコンビ 「ブラックメンソール」を結成。

## 人物
- 小学5年生で祖父から将棋を習う。愛知在住時は杉本昌隆八段の道場に通っていた[3][9]。
- 愛知県のイベントで行われた藤井聡太との指導対局（二枚落ち）で勝利[3]。
- 将棋ウォーズ10分切れ負け四段。得意戦法は筋違い角[10]。
- 千駄ヶ谷の将棋会館道場で三段と認定された[3][9]。
- 全身緑色の服がトレードマーク[3]。

- 2023年12月16日からBSよしもとにて放送された第1期吉本芸人将棋最強トーナメントにて準決勝進出[11]。のちに相方となる桐生ザベストに敗れる[12]。
- 初期の芸名は徳川イクラ。現在の芸名は野田クリスタルによって命名された[3]。
- 谷合廣紀四段が演奏するピアノに対しボイスパーカッションでセッションを行った[13]。
- うさまるを好む[14][15]。
- 好きな食べ物は白子とあん肝[16]。

## 芸風
アルティメット
主に漫才の掴みとして用いられる。正面から斜め45度の方向に体を向け、肩幅より大きく脚を広げて立つ。この際、体は左側を向くことが多い。掌が自身の胸または天井を向くよう腰周辺の高さで肘を曲げると同時に、軽く膝を曲げて上体を反らし「アルティメット」と叫ぶ。